# Никарагуа был нашим домом
«Никарагуа был нашим домом» (англ. Nicaragua Was Our Home) — документальный фильм 1986 года об индейцах племени мискито из Никарагуа и об их задокументированном преследовании правительством Никарагуа, снятый и спродюсированный независимым журналистом Ли Шапиро (1949 — 1987). Фильм спонсировала организация CAUSA Интернешнл, созданная Мун Сон Мёном для борьбы с распространением коммунизма. 
В фильме показаны интервью с индейцами из племени мискито и некоторыми не местными миссионерами, живущими среди них, с обеспокоенностью по поводу действий правительства, направленных против них, включая бомбежку их сел, расстрел и принудительное выселение народа из их домов. По сообщениям говорилось, что выселения произошли после «атак на граждан и погранпосты Сандинистского фронта национального освобождения индейцами племени Мискито и бывшими гвардейцами Национальной гвардии, действующими из Гондураса»,  и что группы индейцев мискито формируют антиправительственные партизанские отряды в 1980-х. 
Фильм был показан на PBS в США и в 1986 году на американском кинофестивале Сандэнс.

## Внешние ссылки
- «Никарагуа был нашим домом» (англ.) на сайте Internet Movie Database